# The 5th Dimension
Pour l’article ayant un titre homophone, voir Fifth Dimension.
The 5th Dimension est un groupe vocal de soul américain, originaire de Californie, actif entre 1967 et 1978. Il est fondé en 1966 par Marilyn McCoo, Florence LaRue, LaMonte McLemore, Billy Davis Jr. et Ron Townson. Ses chansons occuperont les sommets des charts américains et ses membres collectionneront les récompenses de 1967 à 1973 grâce à des morceaux tels que Up, Up And Away, Carpet Man, Stoned Soul Picnic, Sweet Blindness, Wedding Bell Blues ou le medley de deux des airs de la comédie musicale Hair : Aquarius - Let the Sunshine In.

## Histoire

### Débuts
Au début des années 1960, l’ex-Miss Bronze California, Marilyn McCoo et un photographe de mode, Lamonte McLemore se rencontrent dans une école de chant de Los Angeles et décident de fonder, en 1963, avec deux amis - Harry Elston et Floyd Butler - un groupe vocal amateur : The Hi Fis. Très vite, la formation se produit dans les clubs de Los Angeles et aura même une certaine notoriété. Un jour de 1964, après une violente dispute, Elston et Butler claquent la porte.
McCoo et McLemore ne veulent pas en rester là et se lancent dans un nouveau projet. The Versatiles recrutent rapidement trois nouveaux membres : d'abord Florence LaRue, diplômée de l'Université de Californie à Los Angeles (UCLA) et enseignante, lauréate du concours Miss Bronze California un an après McCoo. Puis McLemore se rapproche d'un ami aux capacités vocales peu communes, Ron Townson. Celui-ci vient d'échouer de peu à l'admission au Metropolitan Opera de New York, mais n'en possède pas moins un curriculum vitæ respectable pour s'être produit avec Nat King Cole et avoir dirigé une formation gospel de vingt-cinq chanteurs, The Celestial Choir. Enfin, Billy Davis Jr, un cousin de McLemore qui, après une courte carrière de chanteur de gospel, fait l'acquisition d'un bar à Saint-Louis, ne se fait pas longtemps prier pour rejoindre ses camarades.
En 1966, après avoir enregistré un premier simple produit par Ray Charles, The Versatiles auditionnent devant Marc Gordon, directeur de l'antenne de Motown à Los Angeles. Bien que leur prestation ne convainque pas la maison de disques, Gordon les présente tout de même à Johnny Rivers, qui les embauche sur son propre label discographique, Soul City, une filiale de Liberty Records. Leur carrière est lancée.

### Ascension et succès
Townson propose alors de rebaptiser le groupe pour lui donner une image plus moderne, et c'est sous le nom de The 5th Dimension qu'ils sortent leur premier simple, I'll be Loving You Forever. Le groupe se fait remarquer avec une reprise des The Mamas and the Papas, Go Where You Wanna Go, qui se placera à la 16e place du principal hit-parade américain, le Billboard Hot 100, en février 1967.
C'est cependant une rencontre avec le jeune auteur-compositeur, Jimmy Webb, la même année, qui sera déterminante pour leur avenir. Alors que celui-ci est chargé de diriger leurs répétitions, il fredonne, pendant une pause, un air de sa composition : Up, Up And Away (inspiré par une montgolfière aperçue dans une foire). Enthousiasmés par la mélodie, les membres de  The 5th Dimension incluent, outre cette chanson, quatre compositions de Webb sur leur premier album.
Up, Up And Away se positionnera bien dans les charts américains, restant classé parmi les meilleures ventes pendant un an et demi et le groupe empochera pas moins de cinq Grammy Awards, dont ceux de la chanson de l'année et du meilleur disque de l'année. Jimmy Webb composera la plupart des morceaux de leur album suivant, The Magic Garden, comptant notamment California Soul aux accents psychédéliques, repris en duo, en 1970, par Marvin Gaye et Tammi Terrell. En 1968 et en 1969, avec les albums Stoned Soul Picnic et The Age of Aquarius, ils placent deux simples à la première place du Billboard Hot 100 : Wedding Bell Blues, composé par Laura Nyro, et un medley tiré de la comédie musicale Hair : Aquarius – Let the Sunshine In, ce dernier restant même six semaines de suite à cette place.
Signe de leur notoriété cette année-là, The 5th Dimension sont invités, par Frank Sinatra, à se produire à Las Vegas. Ils se produisent également devant 100 000 personnes en ouverture du Harlem Cultural Festival de 1969.
Le groupe quitte alors la maison de disques Soul City pour signer chez Bell Records. L'album Portrait paru en 1970 compte notamment One Less Bell to Answer (composé par Burt Bacharach et Hal David), qui se placera en seconde position des charts. La même année, Love's Lines, Angles and Rhymes, tiré de l'album homonyme atteindra la 19e place, mais c'est le double album live The 5th Dimension Live qui fera parler de lui en 1971, démontrant la maîtrise vocale du groupe.

### Déclin et séparation
Le succès de la formation subit cependant une inexorable érosion et un changement de label pour ABC Records en 1975. Le sophistiqué Earthbound, composé en partie par Jimmy Webb, appelé à la rescousse, n'atteint même pas le Top 100. Marilyn McCoo et Billy Davis (mariés en 1969) quittent alors le groupe pour un projet en duo qui connaîtra son heure de gloire en 1977, avec le single Your Love. Depuis, McCoo est devenue chanteuse de gospel à part entière.
Les rescapés du quintette se rallient alors à Motown, label lui-même en déclin. Deux albums : Star Dancing et High on Sunshine sortent en 1978 dans la plus parfaite indifférence. Le groupe ne fera plus recette, tout en continuant à tourner régulièrement (sans McCoo) dans le circuit nostalgie.

## Membres
- Marilyn McCoo (née le 30 septembre 1943 à Jersey City, New Jersey)
- Florence LaRue (née le 4 février 1944 à Plainfield, Pennsylvanie)
- Lamonte McLemore (né le 17 septembre 1939 à Saint-Louis, Missouri)
- Billy Davis Jr. (né le 26 juin 1940 à Saint-Louis, Missouri)
- Ron Townson (né le 20 janvier 1933 à Saint-Louis, Missouri - mort le 2 août 2001 d'une insuffisance rénale à Las Vegas, Nevada).

## Discographie
- 1967 : Up, Up and Away
- 1967 : The Magic Garden
- 1968 : Stoned Soul Picnic
- 1969 : The Age Of Aquarius
- 1970 : Portrait
- 1970 : Love's Lines, Angles & Rhymes
- 1971 : The 5th Dimension Live
- 1971 : Reflections
- 1972 : Individually & Collectively
- 1974 : Soul & inspiration
- 1975 : Earthbound
- 1978 : Star Dancing
- 1978 : High On Sunshine

## Distinctions
- 1967 : Grammy Award de la chanson de l'année pour Up, Up And Away ;
- 1967 : Grammy Award du meilleur duo ou groupe pop ou de variété avec chant pour Up, Up And Away ;
- 1967 : Grammy Award du meilleur groupe de variété pour Up, Up And Away ;
- 1967 : Grammy Award du meilleur single contemporain pour Up, Up And Away (partagé avec Johnny Rivers et Marc Gordon) ;
- 1967 : Grammy Award du meilleur groupe contemporain pour Up, Up And Away.
- 1969 : Grammy Award du meilleur single contemporain pour Aquarius – Let the Sunshine In
- 1969 : Grammy award du meilleur groupe de variété pour Aquarius – Let the Sunshine In